# Luigi Dossena

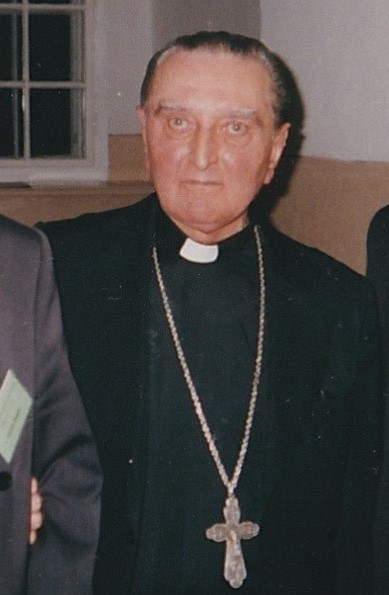
Nuncio Apostólico en Eslovaquia Luigi Dossena

Luigi Dossena (Campagnola Cremasca, Cremona, Italia, 1925 - Campagnola Cremasca, 2007) fue un sacerdote y diplomático católico italiano.

## Biografía
Luigi Dossena nació en Campagnola Cremasca, provincia de Cremona, Italia, el 28 de mayo de 1925. Fue ordenado sacerdote para la diócesis de Crema, con 25 años de edad, el 25 de marzo de 1951.
Después de terminar sus estudios en la Pontificia Academia Eclesiástica en 1955, ingresó al servicio diplomático sirviendo en diferentes Nunciaturas y delegaciones, incluidas las de Honduras, Nicaragua y Washington. Fue nombrado pro-nuncio apostólico en Corea por el papa Pablo VI a los 47 años de edad, y recibió su consagración episcopal con la sede titular de Carpi, el 25 de marzo de 1973, del cardenal Jean Villot, asistido por el arzobispo Duraisamy Simon Lourdusamy y el obispo Carlo Manziana CO.
El 24 de octubre de 1978, fue nombrado pro-nuncio apostólico en Burkina Faso, Cabo Verde, Níger y Senegal y delegado apostólico en Guinea-Bisáu, Mali y Mauritania, dejando los cargos de Níger y Burkina Faso en 1979, cuando monseñor Justo Mullor García fue nombrado como su pro-nuncio. Luego fue nombrado pro-nuncio apostólico en Malí el 3 de junio de 1980,
Fue nombrado nuncio apostólico en el Perú el 30 de diciembre de 1985 cargo en el que permaneció hasta que fue nombrado nuncio apostólico en Eslovaquia el 2 de marzo de 1994. En este puesto, Dossena preparó el tratado básico entre Eslovaquia y la Santa Sede. El 8 de febrero de 2001 se retira a los 75 años de edad.
Falleció en su pueblo natal, Campagnola Cremasca, en la mañana del 9 de septiembre de 2007, a los 82 años. Una calle en Campagnola lleva su nombre.